# Зупайзавр
Зупайзавр (лат. Zupaysaurus) — род ранних тероподных динозавров, живших в позднетриасовую эпоху (около 221,5—205,6 млн лет назад) на территории нынешней Южной Америки. Окаменелости теропода были найдены в провинции Ла-Риоха (формация Los Colorados) в Аргентине. Впервые описан палеонтологами А. Аркуччи и Р. Кориа в 2003 году. Представлен одним видом — Zupaysaurus rougieri.
Хотя полный скелет до сих пор не был обнаружен, учёные считают зупайзавра двуногим хищником, достигавшим до 4—6 метров в длину. Также некоторые учёные предполагают возможное наличие двух параллельных гребней на его длиной морде; данная точка зрения является спорной.

## Описание

В сравнении с человеком

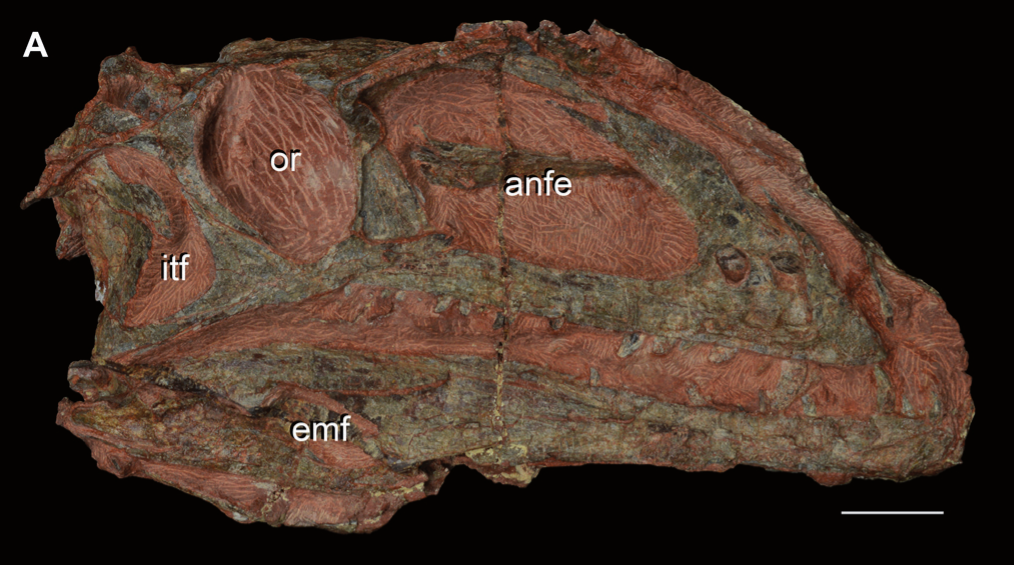
Череп. Шкала равна 5 см.
anfe — предглазничное окно;
emf — наружное нижнечелюстное окно;
itf — подвисочное отверстие;
or — глазница.

Зупайзавр был динозавром среднего размера. Череп взрослой особи достигал 45 сантиметров в длину, что даёт возможность учёным предположить его общую длину, которая оценивается примерно в 4 метра от морды до кончика хвоста. Как и все известные тероподы, зупайзавр, вероятно, ходил только на задних конечностях, оставляя передние свободными для захвата добычи. Имел небольшой зазор, отделявший зубы предверхнечелюстных и верхнечелюстных костей верхней челюсти, таранная кость и кости пяточной лодыжки были соединены воедино, что отмечается также и у ранних теропод.
В верхней части черепа, вероятно, имел два тонких параллельных гребня, подобно другим тероподам, таким, как дилофозавр и Megapnosaurus (Syntarsus) kayentakatae. Эти гребни предположительно были сформированы исключительно носовыми костями, в отличие от многих других теропод, у которых образовывались также и слёзными костями. Учёные предполагают, что гребни, широко распространённые на черепах теропод, возможно использовались ими в коммуникативных целях, таких как гендерное или видовое распознавание. Однако, более свежий анализ черепа подверг сомнению присутствие этих гребней у зупайзавра. Неопубликованное резюме, представленное на конференции, указало, что структуры, первоначально идентифицированные как гребни, на самом деле были фактически слёзными костями, смещёнными вверх во время процесса окаменения.